# Eria perspicabilis
Eria perspicabilis är en orkidéart som beskrevs av Oakes Ames. Eria perspicabilis ingår i släktet Eria och familjen orkidéer. Inga underarter finns listade i Catalogue of Life.